# Touch Dance
Touch Dance è un album di remix degli Eurythmics, pubblicato nel 1984.

## Descrizione
Questo mini album (o EP) contiene dei remix dance di quattro brani dell'album Touch, di John "Jellybean" Benitez e François Kevorkian, che erano produttori noti della scena dei club di New York. Esso comprende anche tre versioni strumentali.
Annie Lennox ha detto in certe interviste che lei non gradiva l'EP, perché era un prodotto troppo commerciale ed è stato fatto dalla RCA con poco coinvolgimento di Lennox e Dave Stewart.

## Tracce
1. The First Cut – 6:34
2. Cool Blue – 5:58
3. Paint a Rumour – 7:26
4. Regrets – 7:34
5. The First Cut (Instrumental) – 7:14
6. Cool Blue (Instrumental) – 6:54
7. Paint a Rumour (Instrumental) – 5:53

## Classifiche
| Classifica (1984)        | Posizione massima |
| ------------------------ | ----------------- |
| Regno Unito              | 31                |
| Stati Uniti              | 123               |
| Stati Uniti (dance club) | 19                |